# Щербакинское сельское поселение
Щербакинское се́льское поселе́ние — муниципальное образование в Саргатском районе Омской области Российской Федерации.
Административный центр — село Щербаки.

## История
Статус и границы сельского поселения установлены Законом Омской области от 30 июля 2004 года № 548-ОЗ «О границах и статусе муниципальных образований Омской области».

## Население
| 2010 | 2011  | 2012  | 2013  | 2014  | 2015  | 2016 |
| ---- | ----- | ----- | ----- | ----- | ----- | ---- |
| 1142 | ↘1138 | ↘1091 | ↘1064 | ↘1049 | ↘1019 | ↘991 |
| 2017 | 2018  | 2019  | 2020  | 2021  | 2023  |      |
| ↘949 | ↘935  | ↘923  | ↘883  | ↘667  | ↘649  |      |

## Состав сельского поселения
| № | Населённый пункт | Тип населённого пункта       | Население |
| - | ---------------- | ---------------------------- | --------- |
| 1 | Беспалово        | деревня                      | ↘157      |
| 2 | Горькое          | деревня                      | ↘121      |
| 3 | Калмакуль        | деревня                      | ↘107      |
| 4 | Шарапово         | деревня                      | ↘5        |
| 5 | Щербаки          | село, административный центр | ↗752      |